# Licenciatura en humanidades en España
La Licenciatura en Humanidades de España es una titulación académica universitaria establecida en España mediante el Real Decreto 913/1992, de 17 de julio , B.O.E. 27 de agosto, conforme a la organización de las enseñanzas relativas a los nuevos planes de estudio implantados por el gobierno socialista presidido por Felipe González Márquez, durante su tercera legislatura (1989-1993).
En el Real Decreto mencionado se indica que «Las enseñanzas conducentes a la obtención del título oficial de Licenciado en Humanidades deberán proporcionar una formación humanística adecuada de carácter interdisciplinar que tenga en cuenta de modo especial la perspectiva contemporánea.»
Para la consecución de este principio se adoptó la siguiente relación de materias troncales:
Geografía Humana, Historia, Historia del Arte, Historia del Pensamiento filosófico y científico, Latín y Cultura clásica, Lengua y Literatura, Antropología Social, Filosofía, Geografía regional, Historia Contemporánea y Psicología

## Titulación de Humanidades
En el curso académico 2004/2005, la Titulación de Humanidades se impartía en 31 de las 73 universidades españolas:

### Universidades públicas (23)
- Universidad de La Coruña
- Universidad de Alcalá de Henares
- Universidad de Alicante
- Universidad de Almería
- Universidad Autónoma de Barcelona
- Universidad de Burgos
- Universidad de Cádiz
- Universidad Carlos III
- Universidad de Castilla-La Mancha  Archivado el 7 de mayo de 2005 en Wayback Machine.
- Universidad de Córdoba
- Universidad de Extremadura  Archivado el 15 de abril de 2005 en Wayback Machine.
- Universidad de Granada
- Universidad de Huelva
- Universidad de Jaén
- Universidad Jaime I de Castellón
- Universidad de La Rioja
- Universidad Pablo Olavide
- Universidad Pompeu Fabra
- Universidad Ramon Llull
- Universidad de Salamanca
- Universidad de Santiago de Compostela  -
- Universidad de Zaragoza

### Universidades privadas (5)
- Universidad Europea de Madrid (Estudios combinados)
- Universidad Internacional de Cataluña  Archivado el 30 de enero de 2010 en Wayback Machine.
- Universidad de Mondragón
- Universidad San Pablo CEU
- Universidad de Vich  (enlace roto disponible en Internet Archive; véase el historial, la primera versión y la última).
- Universidad Abierta de Cataluña

### Universidades católicas (3)
- Universidad de Deusto
- Universidad de Navarra
- Universidad Pontificia Comillas
- Universidad Pontificia de Salamanca

## Controversia
La permanencia de la Licenciatura en Humanidades dentro de la oferta de titulaciones existentes en las universidades españolas fue objeto de debate durante 2004 y 2005 a raíz del proyecto de modificación del listado de titulaciones universitarias emprendido por la Subcomisión de Humanidades para el Estudio de Títulos de Grado perteneciente al Consejo de Coordinación Universitaria del Ministerio de Educación y Ciencia español. Diversas movilizaciones estudiantiles e institucionales universitarias de Historia del Arte y Humanidades tuvieron lugar a dimensión nacional, convirtiéndose en un agente influyente para la decisión provisional de no retirarlas del listado de Títulos de Grado o modificarlas.
La integración de este tipo de estudios (Humanidades) en el conjunto de disciplinas universitarias contemporáneas adolece de cierto grado de incomprensión social debido a la identificación de la Universidad como lugar de especialización laboral. La relativa ambigüedad generalista de la que se acusa a los estudios de Humanidades puede analizarse en el Manifiesto de los estudiantes y profesores de la Licenciatura de Humanidades de la Universidad Carlos III de Madrid.